# Thomas Platter
Thomas Platter (il Vecchio) (Grächen, Canton Vallese, 10 febbraio 1499 – Basilea, 26 gennaio 1582) è stato uno scrittore e studioso umanista svizzero.

## Biografia
Era figlio di Anthoni Platter, un commerciante di lana prematuramente scomparso, e di Ammili Summermatter ed ebbe parecchi fratelli e, dai successivi matrimoni di sua madre, parecchi fratellastri.
Fra le montagne del Canton Vallese, ebbe un'infanzia difficile, come riporta nella sua autobiografia.
In gioventù Platter avrebbe voluto studiare Medicina, cosa che riuscirono a fare poi i suoi due figli Felix e Thomas, ma non poté a causa del suo stato di povertà.
Platter conosceva parecchie lingue, tra le quali vi erano latino, greco ed ebraico.
Per otto anni, da studente, compì un lungo viaggio attraverso la Germania, l'Ungheria e la Polonia, facendo da servitore a un vecchio musicista.
A partire dal 1523, al suo rientro, visse a Zurigo, dove fu studente e figlio adottivo del teologo protestante Oswald Myconius e assistente del riformatore Huldrych Zwingli, della cui predicazione rimase molto colpito.
Nel 1529, si sposò con Anni Dietschin di Dübendorf, che aveva lavorato come cameriera da Myconius.
Nel 1531 fu testimone oculare della Battaglia di Kappel, in cui Huldrych Zwingli fu ucciso.
Analizzando la situazione politica di Zurigo dopo questa guerra, decise di trasferirsi a Basilea, assieme al suo amico paterno e mentore Myconius.
A Basilea, Platter ottenne una buona reputazione come insegnante privato di lingue antiche, soprattutto greco, e di studi umanistici.
Assieme a Johannes Oporinus e Ruprecht Winter, rilevò e condusse la stamperia di Andreas Cratander e pubblicò una gran varietà di edizioni di testi classici.
Divenne anche rettore del Ginnasio.
Corrispondentemente alla sua ascesa sociale, diveniva proprietario di parecchie abitazioni della città, così come di una proprietà terriera.
Dopo due mesi dalla morte della sua prima moglie (20 febbraio 1572), il 24 aprile si risposò con Esther Gross (circa 1555-1612), figlia di Nicolaus Megander, sacerdote secolare a Lützelflüh.
Morì nel 1582 ed è sepolto nel chiostro della cattedrale di Basilea.

## Opere
- (DE) Thomas Platter, Lebensbeschreibung, a cura di Alfred Hartmann, 3ª ed., Basel, Schwabe, 2006  [1944], ISBN 978-3-7965-1372-5.
- Thomas Platter, Autobiografia, a cura di Fiorella Cichi e Liliana de Venuto, Roma, Salerno editrice, 1988, ISBN 88-8402-007-7.

La sua opera più nota è questa autobiografia, in cui tratta principalmente della sua gioventù e di come divenne uno studioso umanista molto noto.
Quest'opera fu letta anche da Johann Wolfgang von Goethe e, per la sua epoca, costituisce uno dei migliori esempi di autobiografie tedesche.